# Sarcasme
Sarcasme is bijtende spot. Het woord heeft een Griekse stam: σαρκάζω (sarkádzoo) betekent ergens vlees σάρξ (sárx) vanaf scheuren.

## Agressie
Deze stijlfiguur is scherp en agressief van aard: er ligt altijd een aanval in besloten op een persoon, toestand of uitlating. Weliswaar kan sarcasme daardoor als een vorm van humor worden gezien, maar tegelijkertijd vormt het een aanval. Vele boutades bedienen zich van sarcasme.
- Voorbeelden van sarcasme zijn te vinden in de Ideeën van Multatuli. In een strijd met de Arnhemsche Courant schreef hij (Idee 999):

het is treffend de homogeniteit optemerken tusschen de redactie van zoo'n blad, en de onbekende schryvers van ingezonden stukken!
Het is aan de lezer het daar al dan niet mee eens te zijn, maar Multatuli's spottend standpunt is duidelijk: lezers zijn het opvallend met hun krant eens. Wellicht kiezen zij wel juist een krant uit omdát die hun standpunten bevestigt. Of misschien wil Multatuli zelfs aangeven dat de ingezonden stukken niet door onbekende schrijvers maar eerder door de krant zelf zijn geschreven.
- In een ander Idee (992) verweert hij zich tegen een recensent die van zijn Vorstenschool had geschreven: "[de personages] kunnen fraaie en ware zaken zeggen maar ze boeien ons zeer weinig". Daarop luidt Multatuli's sarcastische weerwoord:

Om alzoo onzen prins-recensent te boeien, schynt men geen "ware of fraaie" zaken te moeten zeggen.

## Sarcasme tegenover ironie
Sarcasme kan zich bedienen van de stijlvorm der ironie, maar beide begrippen zijn niet aan elkaar gelijk. Beperken we ons tot verbale ironie (er bestaan ook andere vormen, zoals situationele ironie en cosmetische ironie), dan is er altijd een contrast tussen wat wordt gezegd en wat wordt bedoeld. Uiting en bedoeling zijn elkaars tegengestelde. Deze ironie kan, mits voldoende agressief, een sarcastische vorm aannemen; omgekeerd geformuleerd: soms bedient sarcasme zich van ironie en lijkt daarmee op een bijtende vorm van ironie maar beide begrippen zijn niet aan elkaar gelijk.